# Lockheed F-117 Nighthawk
Lockheed F-117 Nighthawk je borbeni zrakoplov za napade na zemaljske ciljeve kojega isključivo koristi Ratno zrakoplovstvo SAD-a. Prvi let avion je imao 1981. godine a prvi probni, operativni letovi počeli su listopadu 1983. Prvi je zrakoplov u svijetu izrađen od materijala koji ga čini gotovo nevidljivim za radar (takozvanom "Stealth" tehnologijom) a svjetsku slavu stekao je tijekom Zaljevskog rata. Zrakoplov je izradila američka kompanija Lockheed.
U travnju 2008. Američko ratno zrakoplovsto je povuklo iz upotrebe F-117  radi njegove zamjene puno efikasnijim i suvremenijim F-22 Raptorom.

## Povijesni razvoj
Odluka o proizvodnji F-117 donesena je 1973. godine a ugovor je dodijeljen Lockheed Advanced Development Projects-u u Burbanku, California. Tim stručnjaka na razvoju aviona pod velom tajni, vodio je Ben Rich. Tim je uspio osmisliti računalni program nazvan "Echo" koji je omogućio izradu aviona s ravnim panelima raspoređenim na taj način da razbijaju 99% radarskih signala s kojima je avion "pogođen".
Program je započet s modelom čudnog izgleda nazvanim "The Hopeless Diamond" 1975. godine. 1977. izrađen je prvi model (60% veličine). Prvi let F-117 imao je 1979. samo 31 mjesec nakon odluke o izradi zrakoplova u 100%-tnoj veličini. Prvi F-117A je bio isporučen 1982. U operativno korištenje ušao je u listopadu 1983. godine dok je zadnji avion od ukupno 59 izrađenih isporučen je u ljetu 1990.
Američke zračne snage poricale su postojanje ovog aviona sve do 1988. kada su prikazane njegove prve fotografije. U travnju 1990. dva aviona su doletjela u zračnu bazu u Nevadi tijekom dana, vidljivi desecima tisuća okupljenih znatiželjnika.
F-117A program pokazao je izvedivost zrakoplova sa "stealth" tehnologijom, njegovu pouzdanost i opravdanst. Održavanje zrakoplova usporedivo je s održavanjem ostalih taktičkih lovaca slične složenosti. Nekoliko aviona obojeno je u kamuflažnu zelenu boju radi ispitivanja efikasnosti "stealth" tehnologije tijekom dnevnih uvjeta leta. 2004. i 2005. godine urađeno je nekoliko poboljšanja na ovim avionima uključujući i obnavljanje elektronike.

## Dizajn
Jednosjed F-117A pokretan je s dva F-404 turbo-fen motora koji nemaju naknadno izgaranje. Opremljen je s četverostrukim Fly-by-wire sustavom upravljanja.
Zrakoplov ima mogućnost dopune goriva tijekom leta te je njegov dolet ogranićen samo s mogućnostima pilota.
Kako bi se smanjili troškovi razvoja aviona njegova elektronika, Fly-by-wire sustav i neki drugi dijelovi proizašli su iz F-16 Fighting Falcona, F/A-18 Horneta i F-15E Strike Eaglea. Dijelovi su originalno unošeni kao rezervni za spomenute zrakoplove kako bi se projekt F-117 držao pod tajnom.
Loše strane "Stealth" tehnologije su niži potisak motora radi gubitaka nastalih na njegovom ulaznom i izlaznom dijelu, mali odnos vitkosti krila (en. Aspect ratio) te veliki kut strijele krila (50°) ali takav oblik zato skreće nadolazeće radarske valove.
F-117A opremljen je složenim navigacijskim sustavom i sustavom za napad koji su dio digitalne elektronske opreme aviona. Na zrakoplovu nema radara što daljnje smanjuje njegovo zračenje i bočni presjek. Navigacija se zasniva na GPS sustavu i vrlo preciznoj navigaciji zasnovanoj na stalnom praćenju kretanja kroz prostor pomoću senzora te računalnoj obradi dobivenih podataka.
Borbeni zadaci su koordinirani s automatskim sustavom planiranja koji daje sve procjene zadatka uključujući i trenutak ispaljivanja naoružanja. Ciljevi se "hvataju" toplinskim infra-crvenim sustavom koji služe laseru za određivanje udaljenosti te prepoznavanje cilja za laserski navođene bombe.

## Gubitci
- Prvo pad se zbio 20. travnja 1982. godine, zbog zamjene sustava za koordinaciju i stabilizaciju leta i kuta zrakoplova. Pilot Robert Riedenauer je radi jače ozljede morao prekinuti svoju pilotsku karijeru (broj zrakoplova 80-0785).
- 11. srpnja 1986. pri jednom probnom letu jedan se zrakoplov zabio direktno u brdo a pilot je poginuo. Razlozi se službeno nikada nisu naveli. Neslužbeno se navodilo zatajenje sustava za praćenje tla, greška na autopilotu ili dezorijentacija pilota. (broj zrakoplova 80-0792)
- Jedna greška pilota bila je razlog rušenja 14. listopada 1987. u blizini Tonopah-a. (broj zrakoplova 80-0815)
- 14. kolovoza 1992. jedan se zrakoplov srušio kod La Luz-a. Pilot se mogao izbaciti sa sjedalom. Kao razlog navodi se jedna krivo ugrađena cijevi na mlaznom motoru (broj zrakoplova 80-0801)
- 10. svibnja 1995. prilikom jednog probnog leta se srušio zrakoplov u blizini Zuni-a a pilot je poginuo. Na zrakoplovu su se ispitivale „stealth“ karakteristike te praćenje tla pomoću sustava autopilota. (broj zrakoplova 80-0822)
- 14. rujna 1997. kod jedne prezentacije u blizini Baltimore-a puklo je jedno krilo na F-117. Pilot se mogao spasiti. Unatoč jakoj vatri na mjestu gdje se zrakoplov srušio, među promatračima nije bilo jače ozlijeđenih. Radi nepropisne ugradnje i kontrole izostavljena su 4 vijka, što je naposljetku uzrokovalo vidljivo vibriranje krila i na kraju njegov lom. (broj zrakoplova 80-0793)

Kako F-117 često leti po noći a svaka dezorijentacija pilota može dovesti do pada zrakoplova, u avion je ugrađen sustav za sprječavanje direktnog udara u tlo. 

### Gubitci u ratnim operacijama
Najmanje jedan F-117 je do sada izgubljen u borbi. 27. ožujka 1999. usred NATO zračnih napada na ciljeve u SR Jugoslaviji, 3. bataljonu 250. srpske raketne brigade je uspjelo sa SA-3 Goa raketnim obrambenim sustavom oboriti jedan F-117 s oznakom 82-0806. Pilot se mogao spasiti s padobranom.
Zbog civila koji su se nalazili u blizini pada zrakoplova, US Air Force nije htio kao obično bombardirati mjesto rušenja. Srbi su kasnije ostatke zrakoplova dali na raspolaganje ruskim inženjerima za proučavanje. Dijelovi zrakoplova se nalaze danas u muzeju zrakoplovstva na aerodromu u Beogradu.
Jedan drugi F-117 bio je tijekom NATO zračnih napada tako jako oštećen, da je morao biti stavljen van aktivne službe.
Za vrijeme zračnih napada ali i kratko poslije završetka napada na Jugoslaviju, ponekad su se mogli vidjeti F-117 zrakoplovi usred bijelog dana iznad njemačkih gradova zajedno s par zrakoplova koji su mu služili kao pratnja (F-16, Tornado), Ti su zrakoplovi letjeli u US Air Force baze u Spangdahlem-u i Rammstein-u i iz njih vršili napade na Jugoslaviju, kao što je bio slučaj i iz Italije (Aviano baza itd.)

## Oznaka zrakoplova
Na većini modernih vojnih zrakoplova oznaka "F" označuje lovački avion, "B" označuje bombardera a "A" je avion namijenjen za napade na zemaljske ciljeve (npr. F-15, B-2, A-6). F-117 Stealth Fighter je prvenstveno namijenjen za napade na zemaljske ciljeve te je njegova oznaka "F" u stvari netočna. Sama oznaka je vjerojatno donesena i prije američke standardizacije označavanja vojnih zrakoplova. Pretpostavlja se da je zrakoplov prije ulaska u javnost bio označen kao F-19, do tada nekorištenim brojem. Do pojave F-111 nije bilo drugih aviona s oznakom 100 serije. Objašnjenje leži i u općoj tajni dijela američke vlade: zaplijenjenim sovjetskim lovcima davana je "F" oznaka prije nego što su zrakoplov počeli ispitivati probni piloti. Ista oznaka davana je i američkim lovcima s oznakom serije 10.

## Tehničke karakteristike
Osnovne karakteristike
- posada: 1
- dužina: 20,09 m
- raspon krila: 13,20 m
- površina krila: 73 m2
- visina: 3,78 m

Letne karakteristike
- najveća brzina: 993 km/h
- dolet: 1.720 km
- najveća visina leta: 20.000 m
- specifično opterećenje krila: 330 kg/m2
- motor: 2× General Electric F404-F1D2 turbofen motora

Naoružanje
- naoružanje:
- Unutarnji spremnik za 2.300 kg oružja
- 2 x GBU-10
- 2 x GBU-12
- 2 x GBU-27
- 2 x BLU-109
- 2 x JDAM bombe

## Vanjske poveznice
- Info USAF-a u vezi F-117A Nighthawk
- F-117A Nighthawk na fas.org
- F-117A.com - Opsežan opis "Crnog lovca"
- F-117A AirAttack.com
- CNN izvješće o rušenju F-117 tijekom akcije Saveznička snaga 1999. godine
- Austrijski članak o presretanju F-117